# Perfluor-1-iodoctan
Perfluor-1-iodoctan ist eine chemische Verbindung aus der Gruppe der per- und polyfluorierten Alkylverbindungen (PFAS).

## Gewinnung und Darstellung
Perfluor-1-iodoctan kann, wie andere Perfluoralkyliodide, durch Reaktion von Perfluoralkylverbindungen RCF=CFX (R = F, SO2F oder CO2CH3 und X = F oder OR′) mit einem ICl/HF-Gemisch in Gegenwart eines Lewis-Säure-Katalysators gewonnen werden.

## Eigenschaften
Perfluor-1-iodoctan ist ein hellroter Feststoff, der praktisch unlöslich in Wasser ist. Es bildet mit verschiedenen Anionen in der Gasphase Komplexe, beispielsweise durch Halogenbindung und wurde als Modellverbindung für solche Interaktionen genutzt.
Perfluor-1-iodoctan kann in die Perfluoroctansäure (PFOA) umgewandelt werden und ist daher unter dem Stockholmer Übereinkommen geregelt.

## Verwendung
Es wird auch in der Organokatalyse durch Substrataktivierung mittels Halogenbindung verwendet. Perfluoroctyliodid ist ein potenzieller Ersatz für die verbotenen Halon-Feuerlöschmittel.